# Gary Naysmith
Gary Andrew Naysmith (* 16. November 1978 in Edinburgh) ist ein schottischer Fußballspieler.

## Karriere
Naysmith begann seine Karriere bei den Jugendmannschaften von den Tynecastle Boys und Hutchinson Vale BC. Der Innenverteidiger spielte ebenfalls in der Jugend von Heart of Midlothian, ehe er 1996 in die erste Mannschaft geholt wurde. 2000 wechselte er weiter südlich der Britischen Insel zum FC Everton, wo der Schotte bis 2007 spielte. Danach wechselte er zu Sheffield United. 2012 ging er nach Schottland zurück und unterschrieb beim FC Aberdeen.
Naysmith spielte 46 Mal im schottischen Fußballnationalteam und erzielte ein Tor.

## Erfolge
- 1 Mal schottischer Pokalsieger mit Heart of Midlothian 1998

| Personendaten    | Personendaten               |
| ---------------- | --------------------------- |
| NAME             | Naysmith, Gary              |
| ALTERNATIVNAMEN  | Naysmith, Gary Andrew       |
| KURZBESCHREIBUNG | schottischer Fußballspieler |
| GEBURTSDATUM     | 16. November 1978           |
| GEBURTSORT       | Edinburgh, Schottland       |